# نیمه‌شیدایی
هایپومانیا (به انگلیسی: hypomania) یا نیمه‌شیدایی یا شیدایی خفیف یک وضعیت از خلق و خوی است که با مهارگسیختگی مداوم و خودمهم‌انگاری مشخص می‌شود و نوعی شیدایی است. با توجه به معیار DSM-5، نیمه‌شیدایی از شیدایی متمایز است و در آن اختلالات عملکردی قابل توجهی وجود ندارد؛ شیدایی، با تعریف DSM-5، شامل اختلالات عملکردی قابل توجهی است و ممکن است دارای ویژگی‌های روان‌پریشی باشد.